# Back to the Rivers of Belief
Pistes de MCMXC a.D.
Knocking on Forbidden Doors
(6)
Back to the Rivers of Belief est le septième et dernier titre de l'album MCMXC a.D., du groupe Enigma, sorti en décembre 1990.
Il est divisé en trois parties :

## Way of Eternity
Cette première partie commence par les cinq premières notes du code musical du film Rencontres du troisième type, de Steven Spielberg (1977), dont la musique est signée John Williams, menant aux chants grégoriens.

## Hallelujah
Il s'agit d'un morceau instrumental, dont on entend certains morceaux du texte de The Voice of Enigma, premier morceau de l'album. Le beat utilisé est exactement le même que celui de Sadeness, de même pour la troisième et dernière partie de Back to the Rivers of Belief.

## The Rivers of Belief
Seul titre de l'album où on entend Michael Cretu, créateur et producteur d'Enigma, et une voix masculine qui dit "When the Lamb opened the seventh seal, silence covered the sky", référence à l'Apocalypse (il s'agit d'un sample de l'album 666 d'Aphrodite's Child). Parmi les instruments utilisés pour The Rivers of Belief vient en autres la flûte shakuhachi.

## Single
Des trois parties de ce titre, seule The Rivers of Belief fut publiée en single en octobre 1991.